# Philodicus multicellula
Philodicus multicellula är en tvåvingeart som beskrevs av Hull 1967. Philodicus multicellula ingår i släktet Philodicus och familjen rovflugor.
Artens utbredningsområde är Lesotho. Inga underarter finns listade i Catalogue of Life.